# Хассан Амін
Хассан Амін (Дарі: حسن امين / нім. Hassan Amin; нар. 12 жовтня 1991, Дармштадт, Німеччина) — афганський футболіст, лівий захисник національної збірної Афганістану.

## Ранні роки
Батьки Хассана втекли до міста на півдні Гессена 1985 року через громадянську війну в Афганістані. Хасан Амін народився в Дармштадті в жовтні 1991 року. У вище вказаному місті виріс та закінчив середню школу. З 2014 року має громадянство Німеччини та Афганістану.

## Клубна кар'єра

### Початок кар'єри в Дармштадті
Футболом розпочав займатися в «ТГ 75 Дармштадт». У 8-річному віці перейшов до провідного клубу міста, «Дармштадт 98». пройшов усі щаблі дитячо-юнацьких команд, аж до першої молодіжної команди. У сезоні 2008/09 років виступав за команду U-19 в A-Junior Oberliga Hessen. Зрештою, після чемпіонату, який вирішили завершити достроково, а також декількох підвищень у класі, вони забезпечили собі вихід до Бундесліги Південь/Південний Захід U-19, в якій дебютували в поєдинку проти «Саарбрюккена»; Амін допоміг здобути перемогу (2:1) у матчі-відповіді та зіграв важливу роль у підвищення в класі «Лілій». Лівий захисник дебютував у Бундеслізі 29 серпня 2009 року в програному (0:2) поєдинку 3-го туру проти «Кайзерслаутерна». Загалом провів 19 ігор у сезоні 2009/10 з підвищеною командою, але наприкінці сезону вилетів до Оберліги Гессена.
У сезоні 2010/11 років Амін переведений в першу команду з «Дармштадта 98», яка виступала в Регіональній лізі «Південь». Свій перший матч за головну команду зіграв 7 вересня 2010 року у переможному (2:0) поєдинку 7-го туру проти другої команди «Гоффенгайма 1899». Загалом у першій половині сезону зіграв п’ять матчів. У другій половині сезону, однак, більше не грав за першу команду, а грав лише за другу команду в Регіоналлізі «Південь», тому вихід до третього дивізіону відбувся без послуг афганського захисника.

### Переїзд до Франкфурта
У сезоні 2011/12 років Хасан Амін перейшов до «Айнтрахта II» (Франкфурт), де підписав 2-річний контракт до 30 червня 2013 року. Проте під час передсезонної підготовки отримав травму й у першій половині сезону не зіграв за «Айнтрахт» жодного матчу. Пропустив 21 матч й за календарний 2011 року не зіграв жодного матчу. У другій половині сезону дебютував в поєдинку проти «Пфуллендорфа» (4:0), в якому на 80-й хвилині вийшов замість Марселя Тітша-Ріверо. У другій половині сезону 2011/12 років зіграв у дев’яти матчах та допоміг команді фінішувати третім. Хоча Хассан майже не грав через травму, його контракт не був розірваний достроково. У другому сезоні основним гравцес «Франкфурта» під керівництвом нового тренера Олександра Шюра; віце-капітан провів 33 матчі, відзначився трьома голами й пропустив лише дві гри через дискваліфікацію протягом усього сезону. Тому його контракт, термін дії якого закінчився наприкінці сезону, продовжили на один рік, до 30 червня 2014 року. У сезоні 2013/14 років Амін також залишався основним гравцем і не пропускав жодної гри до 20-го туру. Проблеми з міжхребцевими дисками й декілька міжнародних матчів дозволили провести лише два матчі в сезоні.

### «Саарбрюкен»
Під час Кубку виклику АФК 2014 клуб Регіоналліги «Південний-Захід» у травні 2014 року «Саарбрюкен» оголосив, що Амін підписав з клубом контракт на сезон 2014/15 років. Після завершення перегляду на той час 22-річний футболіст підписав 2-річний контракт з Мольшдером до 30 червня 2016 року. Однак під час підготовки до сезону боровся з проблемами ніг, також розтягнув стегно. Після завершення реабілітації Амін повернувся до командних тренувань на початку листопада 2014 року, вперше потрапив до складу проти «Ворматії» (Вормс) 8 листопада, але на полі не з'являвся. Однак потім зазнав невдачі до зимової перерви, тому що в нього знову почалися з ногами повернулися, через що отримав можливість тренуватися з командою лише наприкінці лютого 2015 року. У складі другої команди захисник дебютував 1 березня 2015 року в програному (1:5) поєдинки Оберліги Рейнланд-Пфальц/Саар проти «Ельферсберга». Після трьох виступів в Оберлізі Амін дебютував за команду Регіоналліги 5 квітня 2015 року проти «Гоффенгайма 1899 II», в якому в перерві вийшов замість Пітера Чраппана. Через відсутність тренувань він з’явився лише один раз, у 34-му турі у переможному (4:0) поєдинки проти «Ворматії» (Вормс). З 1. «Саарбрюкен» посів друге місце в Регіональній лізі Південний-Захід цього сезону, але зазнав поразик в плей-оф за право виходу до Третьої ліги від «Вюрцбургера Кікерса».
У першій половині свого другого сезону в «Саарбрюккені» зіграв у 9-ти матчах. Однак не відіграв усі 90 хвилин жодного з них. У другій половині сезону також не зміг пробитися в першу команду в довгостроковій перспективі. 19 березня 2016 року у переможному (2:0) поєдинку проти «Ельферсберга» Амін опинився в центрі уваги, коли на 80-й хвилині рукою заблокував удар на лінії воріт, але арбітр призначив кутовий. Потім спортивний суд дискваліфікував захисника на два матчі чемпіонату. Загалом Амін провів 16 матчів у Регіоналлізі. Наприкінці травня 2016 року було оголошено, що його контракт із «Саарбрюкеном,» термін дії якого закінчився наприкінці сезону, не буде продовжений.

### «Вальдгоф»
На початку червня 2016 року клуб Регіоналліги «Південний-Захід» «Вальдгоф» (Мангайм) оголосив, що німецько-афганський гравець підписав 2-річний контракт, до 30 червня 2018 року. Дебютував за нову команду 5 серпня 2016 року у переможному (3:2) матчі 1-го туру проти «Штутгартер Кікерс». У своєму першому сезоні за «Вальдгоф» Амін зміг зарекомендувати себе як гравець основного складу, зіграв 31 з 36 можливих поєдинків. Будучи віце-чемпіонами Регіоналліги Південний-Захід, вони вийшли на матчі плей-оф за право підвищитися в класі до Третьої ліги. Після того, як обидва матчі проти «Меппена» завершилися без голів, справа перейшла у серії післяматчевих пенальті. Незважаючи на гол Аміна, вони програли з рахунком 3:4 й не змогли підвищитися в класі. У сезоні 2017/18 років призначений капітаном першої команди «Вальдгофа» (Мангайм), змінивши Міхаеля Фінка. Своїми хорошими виступами викликав інтерес інших тамтешніх клубів.

### «Меппен»
У квітні 2018 року «Меппен» оголосив, що Амін переходить до клубу на наступний сезон і підписав 2-річний контракт, до 30 червня 2020 року. На лівому фланзі оборони німецький афганець утворив тандем зі своїм партнером Марко Комендою, який, у свою чергу, займав позицію лівого центрального захисника, але лише трьом іншим командам довелося пропустити більше м'ячів, ніж «Емслендерс». Амін, навпаки, зміг відзначитися з шістьма передачами, тоді як у сезоні 2019/20 років сам відзначився п’ятьма голами, а також допоміг «Меппену» за кількістю пропущених м’ячів посісти місце в середині турнірної таблиці. Окрім цього, клуб боровся за те, щоб уникнути зони вильоту, особливо в кінці сезону. Після завершення сезону гравець виявив бажання змін в кар'єрі й не продовжував контракт, який закінчився. Після декількох тижнів переговорів узгодив із «Меппеном» нову угоду, чинний до червня 2021 року. У травні 2021 року отримав перелом колінної чашечки і згодом не грав за «Меппен» до завершення контракту.

## Кар'єра в збірній
Аміна помітив скаут й рекомендовав національній збірній. У квітні 2014 року Мохаммад Юсеф Каргар запросив його на тренувальний збір у Доху та зміг його переконати представляти Афганістан на міжнародній арені. Без міжнародного досвіду захисник отримав виклик для участі в Кубку виклику АФК 2014 від Еріха Рутемеллера, який тимчасово обійняв тренерську посаду у Каргара. Саме на вище вказаному турнірі й дебютував за збірну Афганістану, в нічийному (0:0) поєдинку 1-го туру групового етапу проти Філіппін. Це був його єдиний матч на турнірі, на якому Афганістан фінішував четвертим.
Під керівництвом нового тренера Славена Скеледжича Амін регулярно викликав у національну збірну та провів декілька матчів, включаючи першу перемогу у кваліфікації чемпіонату світу з Камбоджею (1:0), але це було лише під керівництвом Петара Шеґрта, який зробив його стабільним гравцем основного складу. Завдяки цьому потрапив на Південної Азії 2015 року, де Амін був єдиним польовим гравцем основного складу протягом усього сезону і в підсумку посів друге місце після поразки від Індії. 28 березня 2017 року Амін відзначився першим голом, зрівнявши рахунок (1:1) у матчі кваліфікації Кубку Азії проти В'єтнаму.

## Статистика виступів

### У збірній
| Дата       | Місто            | Господарі   | Результат | Гості      | Турнір                    | Голи | Примітки |
| ---------- | ---------------- | ----------- | --------- | ---------- | ------------------------- | ---- | -------- |
| 20-5-2014  | Адду Сіті        | Філіппіни   | 0 – 0     | Афганістан | AFC Challenge Cup         | -    | 56' 82'  |
| 11-6-2015  | Мешхед           | Афганістан  | 0 – 6     | Сирія      | Відбір до ЧС 2018         | -    |          |
| 16-6-2015  | Пномпень         | Камбоджа    | 0 – 1     | Афганістан | Відбір до ЧС 2018         | -    |          |
| 3-9-2015   | Бангкок          | Таїланд     | 2 – 0     | Афганістан | товариський матч          | -    | 73'      |
| 8-9-2015   | Тегеран          | Афганістан  | 0 – 6     | Японія     | Відбір до ЧС 2018         | -    |          |
| 8-10-2015  | Калланг          | Сінгапур    | 1 – 0     | Афганістан | Відбір до ЧС 2018         | -    |          |
| 13-10-2015 | Маскат           | Сирія       | 5 – 2     | Афганістан | Відбір до ЧС 2018         | -    |          |
| 12-11-2015 | Тегеран          | Афганістан  | 3 – 0     | Камбоджа   | Відбір до ЧС 2018         | -    |          |
| 24-12-2015 | Тируванантапурам | Афганістан  | 4 – 0     | Бангладеш  | SAFF Cup                  | -    |          |
| 26-12-2015 | Тируванантапурам | Бутан       | 0 – 3     | Афганістан | SAFF Cup                  | -    | 46'      |
| 28-12-2015 | Тируванантапурам | Афганістан  | 4 – 1     | Мальдіви   | SAFF Cup                  | -    |          |
| 31-12-2015 | Тируванантапурам | Афганістан  | 5 – 0     | Шрі-Ланка  | SAFF Cup                  | -    | 76'      |
| 3-1-2016   | Тируванантапурам | Індія       | 2 – 1     | Афганістан | SAFF Cup                  | -    | 86'      |
| 24-3-2016  | Сайтама          | Японія      | 5 – 0     | Афганістан | Відбір до ЧС 2018         | -    |          |
| 29-3-2016  | Тегеран          | Афганістан  | 2 – 1     | Сінгапур   | Відбір до ЧС 2018         | -    |          |
| 11-10-2016 | Шах-Алам         | Малайзія    | 1 – 1     | Афганістан | товариський матч          | -    |          |
| 13-11-2016 | Душанбе          | Таджикистан | 1 – 0     | Афганістан | товариський матч          | -    |          |
| 23-3-2017  | Ель-Вакра        | Афганістан  | 2 – 1     | Афганістан | товариський матч          | -    | 46'      |
| 28-3-2017  | Душанбе          | Афганістан  | 1 – 1     | В'єтнам    | Відбір до Кубка Азії 2019 | 1    |          |
| 6-6-2017   | Дубай            | Афганістан  | 2 – 1     | Мальдіви   | товариський матч          | 1    |          |
| 13-6-2017  | Пномпень         | Камбоджа    | 1 – 0     | Афганістан | Відбір до Кубка Азії 2019 | -    |          |
| 14-11-2017 | Ханой            | В'єтнам     | 0 – 0     | Афганістан | Відбір до Кубка Азії 2019 | -    |          |
| 20-3-2019  | Куала-Лумпур     | Оман        | 5 – 0     | Афганістан | товариський матч          | -    |          |
| 23-3-2019  | Куала-Лумпур     | Малайзія    | 2 – 1     | Афганістан | товариський матч          | -    |          |
| 5-9-2019   | Доха             | Катар       | 6 – 0     | Афганістан | Відбір до ЧС 2022         | -    |          |
| 10-9-2019  | Душанбе          | Афганістан  | 1 – 0     | Бангладеш  | Відбір до ЧС 2022         | -    | 46'      |
| 10-10-2019 | Маскат           | Оман        | 3 – 0     | Афганістан | Відбір до ЧС 2022         | -    |          |
| 14-11-2019 | Душанбе          | Афганістан  | 1 – 1     | Індія      | Відбір до ЧС 2022         | -    | 92'      |
| Усього     |                  | Матчів      | 28        |            | Голів                     | 2    |          |

## Досягнення

### Клубна
«Дармштадт 98»
- Регіоналліга «Південь»
  -  Чемпіон (1): 2011

- Юнацька Бундесліга (U-19)
  -  Чемпіон (1): 2009

«Вальдгоф»
- Регіоналліга «Південний-Захід»
  -  Срібний призер (2): 2017, 2018

### У збірній
- Чемпіонат федерації футболу Південної Азії
  -  Срібний призер (1): 2017, 2018